# Iglesia de Santa Eulalia de la Espenuca
La iglesia de Santa Eulalia de la Espenuca (en gallego: igrexa de Santa Baia da Espenuca) es una iglesia románica situada en el lugar de A Espenuca, en el municipio de Coirós (provincia de La Coruña, España). En la actualidad es un templo anexo de la iglesia de San Julián de Coirós.

## Descripción
La iglesia, también considerada ermita o capilla por su reducido tamaño, es uno de los primeros ejemplos de la arquitectura románica en España. Iglesia constantiniana destruida por Leovigildo, reconstruida y consagrada por un obispo (acaso Sedalfo, obispo entre 675 y 688) y rehecha y terminada el 1 de marzo de 881. En 1063 fue incorporada por donación al monasterio de San Salvador de Cines.
Se ha conservado como ejemplo del románico más rudimentario. Es de una sola y pequeña nave; en la cabecera se abre un presbiterio rectangular, en cuyo fondo está el ara primitiva cubierta por otra moderna. Tiene este ábside una bóveda de medio cañón con arco semicircular, y la nave, una tosquísima armadura de madera. En las paredes se apreciaban restos de pinturas, al parecer del siglo XV o XVI, entre las que se adivina una Sagrada Cena, que se perdieron definitivamente en la década de 1980.
El exterior tiene más detalles, dada la modestia del templo. La fachada principal es un liso muro, terminado a dos vertientes, en cuyo vértice se levanta una cruz lobulada. El único hueco es la puerta, curioso ejemplar del estilo con los datos más simples. Dos columnas laterales sostienen un arco de medio punto, sin molduras ni ornatos, sobre el que voltea otro del mismo género; dos jambas lisas sostienen un dintel; un tímpano ocupa el espacio entre éste y los arcos, y en él se abre una aspillera. 
Los capiteles tienen collarino funicular, hojas de pencas con pomas, todo rudo y muy elemental. Las basas son de perfil ático, con patas. Las fachadas laterales son muy sencillas: sendas puertas de dintel y arco de descarga, tejaroz con canecillos de pomas y cabezas de carnero esculpidas; en el ábside, contrafuertes lisos. Esta descripción indica un edificio del siglo XII o posterior dado el arcaísmo regional; nunca terminado en el año 881. El destino pudo ser para el culto veraniego de una comunidad, como
afirma la tradición, o mejor una capilla de cementerio; y en apoyo de esto último vienen
los sártegos, sepulcros de piedra de forma antropoide, que rodean la  pequeña iglesia y que se tienen por visigodos.